# Madame Bovary
Madame Bovary. Mœurs de province, abbreviato normalmente in Madame Bovary, è uno dei romanzi più importanti di Gustave Flaubert, pubblicato dapprima a puntate sul giornale «La Revue de Paris» tra il 1º ottobre e il 15 dicembre 1856. La storia è quella della moglie di un medico di provincia, Emma Bovary, che allaccia relazioni adulterine e vive al di sopra dei suoi mezzi per sfuggire alla noia, alla banalità e alla mediocrità della vita di provincia. Si tratta di una delle maggiori opere della letteratura francese e mondiale.
Appena uscì il romanzo, fu attaccato dai pubblici inquirenti del Secondo Impero per immoralità e oscenità. Il processo di Flaubert iniziò nel gennaio 1857 e rese la storia immensamente famosa. Dopo l'assoluzione dell'autore il 7 febbraio 1857, il romanzo fu pubblicato in libro, in due volumi, il 15 aprile 1857 presso Michel Lévy frères. La prima tiratura di 6750 copie ebbe immediato successo per l'epoca: fu esaurita in due mesi. Questo romanzo è considerato uno dei primi esempi di romanzo realista. Una delle prime edizioni fu illustrata dal pittore Charles Léandre.
L'opera attinge alla vera arte nei dettagli e negli schemi nascosti: Flaubert era un perfezionista della scrittura e si faceva un vanto di essere alla perenne ricerca de le mot juste (la parola giusta). Per scrivere i suoi testi faceva affidamento sulle sue conoscenze mediche, per esempio quando parla di arsenico, veleno da lui utilizzato nell'arco della sua vita, seppur con parsimonia.

## Genesi
Fu un amico a sollecitare Flaubert - dopo le stroncature ricevute per La tentazione di Sant'Antonio - a servirsi della storia di Eugène Delamare, un giovane medico dell'ospedale di Rouen, già allievo del padre di Flaubert: divenuto vedovo, sposò Delphine, figlia di un contadino normanno. Giovane e bella donna, dai gusti stravaganti, si stufò presto della vita di provincia offertale come moglie del medico, che disprezzava e tradiva continuamente. Egli, tuttavia, l'adorava e aveva sempre subíto senza reagire; lei spendeva cifre folli in abiti e gioielli finché, travolta dai debiti, si uccise avvelenandosi, ad appena 26 anni. Rimasto solo con la figlia, anche il vedovo depresso si uccise. Delle vicende accadute alla giovane donna di provincia e del suo suicidio nel 1848, Flaubert si interessò subito: il caso di cronaca era argomento sulla bocca di tutti in Francia. L'idea di chiamarla Madame Bovary - disse Flaubert - gli venne durante un'escursione alle cascate del Nilo, in compagnia dell'amico Maxime Du Camp nel 1849.
Dopo 4 anni e mezzo di duro lavoro, Flaubert aveva scritto 4500 fogli manoscritti, che poi tagliò fino a ridurre il libro di circa la metà e che consegnò a Du Camp. L'opera fu sottoposta ai redattori della rivista, i quali operarono altri tagli, eliminando 71 passaggi e una miriade di parole considerate troppo brutali.
Nel 1949, Gabrielle Leleu e Jean Pommier ricostruirono ingegnosamente la prima versione integrale non censurata di Madame Bovary, liberandola dalle censure e dai tagli redazionali. In Italia, la traduzione di questa versione è apparsa nel 2007, a cura di Rosita Copioli, per le Edizioni Medusa.

## Trama
(Un estratto del romanzo)
Un ufficiale sanitario, Charles Bovary, dopo aver studiato medicina durante la giovinezza, sposa una donna più grande di lui, Héloïse Dubuc, che però muore prematuramente. Rimasto vedovo, si risposa con una bella ragazza di campagna, Emma Rouault, impregnata di desideri di lusso e romanticherie, vagheggiamenti che le provengono dalla lettura di romanzi. Charles viene da famiglia benestante ed è un uomo perbene, ma è anche noioso e maldestro. Egli dispensa ogni tipo di delicatezza alla giovane moglie, la quale però, nonostante non lo dimostri, comincia ad avere sempre più a noia la sua monotona vita matrimoniale, molto diversa da quella che si era immaginata leggendo romanzi romantici.
Il disprezzo di Emma viene ulteriormente rafforzato dal confronto con lo stile di vita dei ricchi aristocratici: i coniugi vengono infatti invitati per un ballo al castello di Vaubyessard, del marchese di Andervilles. Crogiolandosi nel ricordo delle raffinatezze che aveva potuto gustare per una notte, Emma perde ogni interesse per i suoi passatempi e cade in uno stato di inerzia che preoccupa molto il marito. Egli, sperando che un cambiamento d'aria possa giovare alla salute fisica e mentale della moglie, decide di trasferirsi da Tostes a Yonville, dove è disponibile una condotta. A marzo, quando i due partono da Tostes, Emma è già incinta.
A Yonville, Emma accetta il corteggiamento di una delle prime persone che incontra, un giovane studente di giurisprudenza, Léon Dupuis, che sembra condividere con lei il gusto per le "cose più belle della vita". Quando Léon se ne va per motivi di studio a Parigi, Emma intraprende una relazione con un ricco proprietario terriero, Rodolphe Boulanger. Confusa dai suoi fantasiosi vagheggiamenti romantici, Emma escogita un piano per fuggire con lui. Rodolphe però non è pronto ad abbandonare tutto per una delle sue amanti. Rompe quindi l'accordo la sera precedente a quella dell'architettata fuga, mediante una lettera sul fondo di un cesto di albicocche. Lo shock è tale che Emma si ammala gravemente e per qualche tempo si rifugia nella religione.
Una sera, a Rouen, Emma e Charles assistono all'opera e la donna incontra di nuovo Léon. I due iniziano una relazione: Emma si reca in città ogni settimana per incontrarlo, mentre Charles crede che lei prenda lezioni di pianoforte. Al contempo, Emma sta spendendo esorbitanti somme di denaro. I suoi debiti intanto raggiungono valori esplosivi e la gente inizia a sospettare l'adulterio. Dopo che i suoi amanti le hanno rifiutato il denaro per pagare il debito, Emma ingoia una dose di arsenico e muore, in modo penoso e lento. Il leale Charles è sconvolto, tanto più che ritrova le lettere che Rodolphe scriveva a Emma. Dopo poco tempo muore a sua volta e la figlia della coppia rimane orfana.

## Capitoli

### Prima parte
1. Infanzia, periodo degli studi e primo matrimonio di Charles Bovary
2. Charles incontra Rouault e la figlia Emma; muore la moglie di Charles
3. Charles propone ad Emma di sposarlo
4. Il matrimonio
5. La nuova vita di coppia a Tostes
6. Un resoconto dell'infanzia di Emma ed il suo segreto mondo fantastico
7. Emma si annoia; invito al ballo presso il Marchese di Andervilliers
8. Il ballo al castello La Vaubyessard
9. Emma segue la moda; la sua noia preoccupa Charles, e decidono di trasferirsi; scoprono la sua gravidanza

### Seconda parte
1. Descrizione di Yonville-l'Abbaye: Homais, Lestiboudois, Binet, Bournisien, Lheureux
2. Emma incontra Léon Dupuis, lo studente di legge
3. Emma dà alla luce Berthe
4. Una partita a carte; cresce l'amicizia tra Emma e Léon
5. Viaggio per vedere la manifattura del lino; terreno di Lheureux; Emma è rassegnata alla sua vita
6. Emma visita il prete Bournisien; Berthe si ferisce; Léon parte per Parigi
7. La madre di Charles vieta le notizie; lo spargimento di sangue della manovalanza agricola di Rodolphe; Rodolphe incontra Emma
8. La comice agricole (spettacolo agreste); Rodolphe incoraggia Emma
9. Sei settimane dopo Rodolphe ritorna ed escono a cavallo; egli la seduce ed inizia la relazione
10. Le strade di Emma e quelle di Binet s'incrociano; Rodolphe s'innervosisce; una lettera di suo padre fa pentire Emma
11. Operazione al piede torto di Hippolyte; M. Canivet deve amputare la gamba di Hippolyte; Emma ritorna da Rodolphe perché è delusa da Charles
12. Gli stravaganti doni di Emma; lite con la matrigna; piani di fuga per Parigi
13. Rodolphe si dilegua; Emma si ammala gravemente
14. Charles è oberato di debiti; Emma si dà alla religione; Homais e Bournisien litigano
15. Emma incontra Léon alla rappresentazione della Lucia di Lammermoor

### Terza parte
1. Emma e Léon conversano; la torre della cattedrale di Rouen; corsa in carrozza censurata
2. Emma va da Homais; l'arsenico; il vecchio Bovary muore; il conto di Lheureux
3. Emma visita Léon a Rouen
4. Emma riprende le "lezioni di piano" del giovedì
5. Léon; il cantante girovago; Emma inizia a contraffare i conti
6. Angoscia di Emma; la spirale dei debiti è incontrollabile
7. Emma chiede denaro a varie persone
8. Rodolphe non può salvarla; lei inghiotte l'arsenico; la sua morte.
9. La veglia funebre
10. Il funerale
11. Charles trova le lettere degli amanti ; la sua morte; avvenimenti successivi nel paese; il destino della figlia sfruttata dalla zia per la quale lavora

## Personaggi

### Emma Bovary
Emma è la protagonista del romanzo. Sogna di consacrarsi all'agio, alla passione ed all'alta società. Proprio il contrasto fra siffatti ideali romantici, maturati attraverso le letture dell'adolescenza, e la realtà asfissiante del suo paese costituisce il filo conduttore di buona parte del romanzo, il fattore che indurrà Emma a due relazioni extra-coniugali nonché a contrarre quella mole insormontabile di debiti che alla fine ne causerà il suicidio. Emma è una donna sognatrice i cui desideri non possono venire soddisfatti da un uomo semplice come Charles.
Flaubert tratta la protagonista in modo ambivalente. Ridicolizza le sue tendenze romantiche e le stigmatizza non solo come impraticabili, ma alla fine anche perniciose. Allo stesso tempo, tuttavia, Flaubert non sembra mai porre alcun biasimo su Emma di per sé, quanto invece sui romanzi tardoromantici, stucchevoli, che hanno avuto un influsso negativo sulle sue fantasie, così come su tante donne borghesi contemporanee di Flaubert. Invero, Emma stessa, inconsapevole di ciò, si chiede con sgomento perché sia incapace di essere felice della propria vita. Inoltre, nonostante la visione critica della protagonista, Flaubert è altrettanto critico nei ritratti dei borghesi di provincia che circondano Emma, opprimendola.

### Charles Bovary
Il marito di Emma, Charles Bovary, è un uomo molto semplice e ordinario. È un medico per professione, ma anche in ciò, come in ogni altro campo, non è molto abile. In effetti non è abbastanza qualificato per essere uno specialista, ma è piuttosto un officier de santé, cioè un "ufficiale sanitario". Quando viene convinto a tentare una difficoltosa operazione chirurgica sul piede torto di un paziente, il risultato è disastroso ed il malcapitato dovrà farsi amputare la gamba da un medico migliore. Questo suo fallimento non farà che aumentare il disprezzo che Emma nutre nei suoi confronti.
Charles adora sua moglie e la trova innocente, malgrado l'ovvia dimostrazione del contrario. Non sospetta in alcun modo le sue relazioni e le concede il pieno controllo dei propri averi, in tal modo procurandosi la bancarotta con le proprie mani. A dispetto della completa devozione di Charles ad Emma, quest'ultima lo detesta, giudicandolo il perfetto esempio di tutto ciò che è noioso e comune. Quando Charles scopre gli inganni di Emma - dopo la morte di quest'ultima - ne è completamente devastato e muore di lì a poco. È interessante notare come la morte della moglie coincida, nel romanzo, con un'improvvisa rivalutazione della figura di Charles stesso che, da persona sciocca e priva di spessore, si trasformerà nell'unico personaggio veramente positivo e meritevole di compassione di tutta la storia.

### Monsieur Homais
Monsieur Homais è il farmacista della cittadina. Si ritiene un brillante, moderno uomo di mondo, benché non abbia mai oltrepassato Rouen, e cerca sempre occasioni per dire il suo punto di vista. Disprezza la borghesia (pur appartenendovi) e il clero, e per questo motivo si trova sempre in contrasto con il prete del paese. Fervente sostenitore di ideali positivisti e del progresso, si dà un gran da fare per promuovere se stesso (è tanto geloso quanto fiero delle sue "alchimie") e scrive di continuo articoli scientifici per la gazzetta del capoluogo; non manca mai di intavolare discussioni su qualsiasi argomento, specialmente la sera all'osteria-albergo di Yonville. È egocentrico, ma ciò non gli impedisce di considerarsi sempre e comunque un "uomo qualunque" di classe sociale media. Il suo desiderio di ottenere la Legion d'onore si fa ossessivo, ma alla fine vi riesce. L'arsenico che assume Emma proviene proprio dalla sua farmacia: il signor Homais dà dunque prova di non conservare con la dovuta attenzione il potente veleno. Rappresenta l'uomo borghese di provincia, limitato e cieco di fronte ai propri difetti.

### Léon Dupuis
Prima amicizia di Emma appena giunta a Yonville, Léon fin dall'inizio sembra perfetto per lei: sebbene faccia il praticante notaio, condivide con lei gli ideali romantici e il disprezzo per la vita comune. Adora Emma ma a causa della propria timidezza non riesce a dichiararle il suo amore, poi sconsolato decide di andarsene a studiare legge a Parigi. Un incontro fortuito ricongiunge i due a Rouen, parecchi anni più tardi, e ne scaturisce la relazione. Dupuis, così timido ai tempi della provincia, a Parigi è riuscito a creare una maschera che nasconde la debolezza del carattere. Superata l'euforia iniziale, l'idillio mostra le sue crepe e gli amanti non riescono a mantenere le reciproche aspettative romantiche.

### Rodolphe Boulanger
Rodolphe è un benestante dongiovanni del luogo che seduce Emma aggiungendola alla sua lunga lista di conquiste. Superficialmente attratto da Emma, egli prova ben poco sentimento nei suoi confronti. Nulla al confronto di ciò che ella riversa su di lui. Al crescere della disperazione di Emma, Rodolphe perde ogni interesse verso di lei, ed anzi è preoccupato per la sua imprudenza. È lui che pone termine alla loro storia d'amore. Verso il finale sembra avere barlumi di coscienza: alla morte di Emma si limita ad inviare un biglietto; tuttavia qualche tempo dopo, l'incontro casuale con Charles, che ormai ha appreso dei fatti passati, tradisce un certo imbarazzo.

### Monsieur Lheureux
Un commerciante scaltro e manipolatore che riesce a convincere Emma a comprare sempre più beni di valore a credito e contrarre mutuo presso di lui. Lheureux raggira Emma magistralmente e alla fine la spinge così in fondo nel baratro dei debiti da determinarne la rovina finanziaria e il conseguente suicidio.

## Ambientazione
L'ambientazione è cruciale nell'economia del romanzo per due ragioni: In primo luogo è importante perché è funzionale allo stile realistico ed alla critica sociale di Flaubert e in secondo luogo per come l'autore si mette in relazione con la protagonista Emma Bovary.
Il romanzo inizia nell'ottobre 1827 e termina nell'agosto 1846 (Francis Steegmuller). Siamo intorno all'era che va sotto il nome di "Monarchia di luglio", ovvero il regno di Luigi Filippo. Si tratta di un periodo di netta ascesa della classe medio-borghese. Flaubert detestava la borghesia. Molta parte del suo lavoro di descrizione dei costumi della Francia rurale, tuttavia, può essere interpretata come critica sociale.
Flaubert si sforza intensamente di assicurarsi che i suoi ritratti della vita comune siano accurati. In ciò è agevolato dal fatto di aver scelto un argomento a lui particolarmente familiare. Sceglie, difatti, di ambientare la storia nella città di Rouen (Normandia) e nelle immediate vicinanze, ossia nei luoghi della sua nascita ed infanzia. La cura ed il dettaglio che Flaubert infonde nell'ambientazione sono determinanti per lo stile di tutto il romanzo. È questa verosimiglianza degli elementi mondani della vita rurale che ha meritato al libro la sua reputazione di pietra miliare del movimento noto come realismo.
L'autore usa anche deliberatamente l'ambientazione per creare contrasto coi protagonisti. Le fantasie romantiche di Emma sono drammaticamente soffocate dalla prosaicità della vita di tutti i giorni. Flaubert si serve di tale giustapposizione per dare luce ad entrambi i soggetti. Emma diventa più capricciosa ed assurda alla cruda luce della realtà quotidiana. Ma al contempo, nondimeno, l'autoreferenziale banalità della gente del posto è amplificata dal confronto con Emma, che, seppur nella sua astrattezza, dimostra comunque una sensibilità per la bellezza e la grandezza che pare del tutto ignota ai "benpensanti".

## Stile
Il libro, largamente basato sulla biografia di un compagno di scuola divenuto medico, è stato scritto per insistenza degli amici, che cercavano di distogliere Flaubert da un viscerale romanticismo assegnandogli un soggetto modesto e deprimente e sfidando lo scrittore a renderlo interessante senza l'aggiunta di alcun evento straordinario. Anche se Flaubert non apprezzava particolarmente lo stile di Honoré de Balzac, il romanzo è considerato oggi come un esempio tipico di realismo, fatto che ha contribuito al processo per oscenità (peraltro largamente motivato da un attacco politico del governo contro la rivista liberale che dapprima pubblicò il testo a puntate, ovvero La Revue de Paris).
Flaubert, come autore della storia, non giudica direttamente la moralità di Emma Bovary e si astiene dal condannarne esplicitamente l'adulterio. Fece molto discutere, anche durante il processo "per offese alla morale pubblica e religiosa" del 1857, una frase presente nel sesto capitolo della terza parte: «Lei era disgustata da lui quanto lui era stanco di lei. Emma ritrovava nell'adulterio tutte le piattezze del matrimonio». Durante il processo il pubblico ministero Ernest Pinard, citando questa frase, affermò che la contrapposizione tra "le piattezze del matrimonio" e la "poesia dell'adulterio" costituiva un'offesa gravissima ad una delle istituzioni fondamentali della convivenza civile. Aggiungendo: «Queste, signori, sono le situazioni che il signor Flaubert ama dipingere, e malauguratamente le dipinge fin troppo bene». Tale decisione indusse qualcuno ad accusare Flaubert di esaltare l'adulterio e creare uno scandalo (un biasimo piuttosto infondato, ove si tengano presenti l'eterna insoddisfazione di Emma e il suo infelice destino).
Il realismo flaubertiano mira alla verosomiglianza, ovvero a dare l'illusione della realtà. Flaubert odiava essere considerato il capofila del realismo in quanto la sua estetica mirava a una riproduzione non mimetica della realtà (la cosiddetta realtà immaginata). Il suo realismo ha però una solida base documentaria; nulla è da Flaubert inventato, la fabula si intesse di sapere euristico. La sua estetica si oppone comunque a quella dell'idealismo romantico, che nel romanzo è il tipo di pensiero che governa le azioni di Emma. L'eroina, protagonista del romanzo è sempre più insoddisfatta, poiché le sue fantasie - che trascendono la vita - per tautologica definizione, non potranno evidentemente realizzarsi.
Madame Bovary è un commento all'intera cultura dell'epoca in cui visse Flaubert, e ciò è reso palese dall'accento nettamente posto sull'assurdità delle figure scientifiche "razionali", sull'inutilità dei riti della Chiesa, sull'auto-indulgenza borghese di Lheureux (che raggira Emma ottenendo che acquisti merce da lui a credito).

## Tematiche

### L'inadeguatezza del linguaggio
(Gustave Flaubert)
Madame Bovary esplora la possibilità che la parola scritta non riesca a coglier neppure una minima parte della vita umana. Flaubert usa una varietà di tecniche per mostrare come il linguaggio sia spesso un mezzo inadeguato per esprimere emozioni ed idee. La frequente inettitudine dei personaggi alla comunicazione interpersonale è emblematica del fatto che le parole non descrivono perfettamente ciò che significano. Nel primo capitolo, ad esempio, l'insegnante di Charles crede che egli si chiami "Charbovari". Egli non riesce a far intendere il proprio nome. L'inadeguatezza del discorso è qualcosa che Emma incontrerà ripetutamente nel tentare di palesare il proprio malessere al prete o di esprimere il proprio amore a Rodolphe. Si manifesta anche quando Charles legge la lettera di Rodolphe e la fraintende come un messaggio di affetto platonico. Le bugie di cui abbonda Madame Bovary contribuiscono al senso d'inadeguatezza del linguaggio nella novella ed al concetto che le parole possano essere più efficaci nel mascherare la verità o a trasmetterne il contrario, piuttosto che nel rappresentare la verità medesima. La vita di Emma è descritta come "un tessuto di bugie". Inventa storie su storie per impedire al marito di scoprire i suoi tradimenti. Analogamente, Rodolphe racconta così tante bugie sul suo amore per Emma da arrivare a supporre che nemmeno lei sia sincera. Flaubert mostra che, mentendo, gli amanti rendono impossibile che le parole possano anche solo sfiorare la verità fattuale. Il forte senso d'inadeguatezza del linguaggio fa parte di una reazione contro la scuola del realismo. Sebbene Flaubert fosse in un certo senso un realista, credeva anche che fosse errato pretendere che il realismo fosse in grado di raffigurare la vita più efficacemente del romanticismo. Fa ricorso ad ironiche descrizioni romantiche per stabilire una tensione tra le esperienze degli eventi dei vari personaggi e gli aspetti autentici della vita. Combinando romanticismo ironico e narrazione realistica letterale, Flaubert cattura i suoi personaggi e le loro lotte più pienamente di quanto avrebbe permesso uno stile letterale in senso stretto o - per converso - uno stile integralmente romantico.

### L'impotenza delle donne
(Madame Bovary)
La speranza di Emma di aver concepito un maschio - perché "una donna è sempre impedita" - è solo uno dei tanti passi del romanzo in cui Flaubert dimostra un'intima comprensione dei problemi che assillano le sue contemporanee. Attraverso Madame Bovary vediamo come i compagni di Emma possiedano il potere di cambiarle la vita nel bene e nel male - un potere che di per sé ella non ha. Perfino Charles concorre nel determinare l'impotenza di Emma. La sua indolenza gli impedisce di diventare un buon dottore e la sua incompetenza gli impedisce di avanzare verso un più alto strato sociale che potrebbe soddisfare le aspirazioni di Emma. Di conseguenza, Emma è invischiata in un paesotto, con pochi quattrini in tasca. Rodolphe, che ha i mezzi economici per far librare Emma dalla sua vita, la abbandona ed ella, in quanto donna, è incapace di fuggire autonomamente. Léon, a tutta prima, sembra simile ad Emma. Ambedue sono insoddisfatti dell'ambiente rurale, ambedue sognano cose maggiori e migliori. Ma poiché Léon è uomo, ha davvero il potere di inverare il suo sogno di trasferirsi in una città importante, laddove Emma deve rimanere a Yonville, incatenata al marito ed alla figlia.
Alla fine, comunque, la struttura morale del romanzo postula che Emma assuma la responsabilità delle proprie azioni. Non può scaricare la colpa di tutto sugli uomini che la circondano. Sceglie liberamente di essere infedele a Charles, e i suoi tradimenti finiranno per ferirlo mortalmente. D'altro canto, nella situazione in cui si trova Emma, ha solo due scelte: cercare amanti o restare fedele ad un ottuso matrimonio. Una volta sposato Charles, la scelta di commettere adulterio è il solo mezzo di Emma per esercitare un qualche potere sul proprio destino. Mentre gli uomini hanno accesso all'agiatezza ed alla proprietà, l'unica moneta che Emma possieda per influenzare gli altri è il proprio corpo, una forma di capitale che ella può commerciare solo in segreto al prezzo della vergogna e con il costo aggiuntivo dell'inganno. Mentre ella elemosina disperatamente soldi per far fronte ai debiti, gli uomini offrono denaro in cambio di favori sessuali. Alla fine, tenta di recuperare Rodolphe come amante, nella speranza che costui le paghi i debiti. Anche l'atto finale del suicidio è consentito da una transazione fondata sul suo incanto fisico, profuso nei riguardi di Justin, che le permette di entrare nel magazzino in cui è custodito l'arsenico. Perfino per togliersi la vita, deve far ricorso al potere della sua sensualità.

### Il fallimento della borghesia
Le inquietudini di Emma scaturiscono in gran parte dalla sua insoddisfazione riguardo all'ambiente borghese francese. Aspira ad avere un gusto molto più raffinato e sofisticato di quello della classe cui appartiene. Questa frustrazione riflette una tendenza storica e sociale crescente nella seconda metà del XIX secolo.
Al tempo in cui scrive Flaubert, il lemma "borghesia" si riferiva alla classe media: persone che - seppur non possedevano l'indipendente agiatezza e la genealogia della nobiltà - tuttavia esercitavano professioni che garantivano il sostentamento senza imporre il giogo del lavoro fisico. I loro gusti si caratterizzavano per il vistoso materialismo. Si coccolavano secondo i propri mezzi, ma senza discernimento critico. La mediocrità borghese era frustrante per Flaubert ed egli usò il disgusto di Emma Bovary per la propria classe come un mezzo per proiettare il proprio odio verso la classe media. Madame Bovary mostra quanto ridicole, soffocanti e potenzialmente perniciose possano essere le convenzioni e le trappole della borghesia. Nei discorsi prolissi e saccenti del farmacista Homais, Flaubert sbeffeggia le velleità borghesi in materia di conoscenza ed apprendimento, così come la fede, tutta borghese, nel potere di quella tecnologia che in realtà essa non comprende appieno. Ma Homais non è solo buffo: è anche pericoloso. Quando persuade Charles a provare un nuovo procedimento medico su Hippolyte, il paziente sviluppa una gangrena e poi perde la gamba.

## Trasposizioni

### Adattamenti cinematografici
- Madame Bovary (Madame Bovary), regia di Jean Renoir (1933)
- Madame Bovary (Madame Bovary), regia di Gerhard Lamprecht (1937)
- Madame Bovary (Madame Bovary), regia di Carlos Schlieper (1947)
- Madame Bovary (Madame Bovary), regia di Vincente Minnelli (1949)
- I peccati di Madame Bovary (Die nackte Bovary), regia di Hans Schott-Schöbinger (1969)
- Salva e custodisci (Spasi i sohrani), regia di Aleksandr Sokurov (1989)
- Madame Bovary (Madame Bovary), regia di Claude Chabrol (1991)
- La valle del peccato (Vale Abraão), regia di Manoel de Oliveira (1993)
- Madame Bovary (Madame Bovary), regia di Sophie Barthes (2014)

### Adattamenti televisivi
- Madame Bovary, regia di Claude Barma (1953) (1 puntata)
- Madame Bovary, regia di Rex Tucker (1964) (4 puntate)
- Madame Bovary, regia di Hans-Dieter Schwarze (1968) (2 puntate)
- Madame Bovary, regia di Pierre Cardinal (1974) (1 puntata)
- Madame Bovary, regia di Richard Beynon (1975) (4 puntate)
- Madame Bovary, regia di Daniele D'Anza (1978) (6 puntate)
- Madame Bovary, regia di Tim Fywell (2000) (2 puntate)

## Traduzioni italiane
Bruno Osimo - nel suo Manuale del traduttore - ha analizzato come tre traduzioni (Del Buono, Ginzburg e Spaziani) hanno reso diversamente il passaggio sulle dame che a tavola coprono i propri bicchieri con il guanto per segnalare il loro rifiuto di bere («plusiers dames n'avaient pas mis leurs gants dans leur verre», prima parte, capitolo 8).
- 1881 Oreste Cenacchi, Treves
- 1923 Valerio Bandini, Modernissima
- 1924 Ferdinando Bideri, Bideri
- 1926 Decio Cinti, Sonzogno
- 1928 Nina Zanghieri, Bietti
- 1933 Bruno Ohmet, Società Editrice Lombarda
- 1934 Gerolamo Lazzeri, Barion
- 1936 Diego Valeri, Mondadori
- 1946 Giuliano Belforte, Tirrena
- 1949 Libero Bigiaretti, Einaudi
- 1949 Giuseppe Achille, Rizzoli
- 1955 Hedy Revel, Utet
- 1964 Domenico Campana, Rusconi
- 1965 Oreste Del Buono, Garzanti
- 1966 Ottavio Cecchi, Editori Riuniti
- 1967 Giovanni Battista Angioletti, Sansoni
- 1969 Virginio Enrico, Casini
- 1973 Bruno Oddera, Fabbri
- 1974 Annita Biasi Conte, Ferni
- 1983 Natalia Ginzburg, Einaudi
- 1993 Gabriella Mezzanotte, Bignami
- 1994 Roberto Carifi, Feltrinelli
- 1994 Alessandro Castellari e Maria Teresa Cassini, Principato
- 1995 Virginio Enrico, Di Giorgio
- 1995 Isabella Ruggi, Guaraldi
- 1995 Gabriella Pesca Collina, Demetra
- 1996 Margherita Giacobino, Frassinelli
- 1996 Marina Premoli, Opportunity book
- 1996 Gabriella Pesca Collina, Giunti
- 1997 Maria Luisa Spaziani, Mondadori
- 2004 Sandra Teroni, L'Espresso
- 2009 Lella Ricci, Baldini Castoldi Dalai
- 2018 Marco Cavalli, Bompiani

### La prima versione
- La prima Madame Bovary, traduzione di Mario Porro ed Edi Pasini, a cura di Rosita Copioli, Milano, La Medusa, 2007.